# Pegesimallus bicolor
Pegesimallus bicolor là một loài ruồi trong họ Asilidae. Pegesimallus bicolor được Loew miêu tả năm 1858.